# Hotel

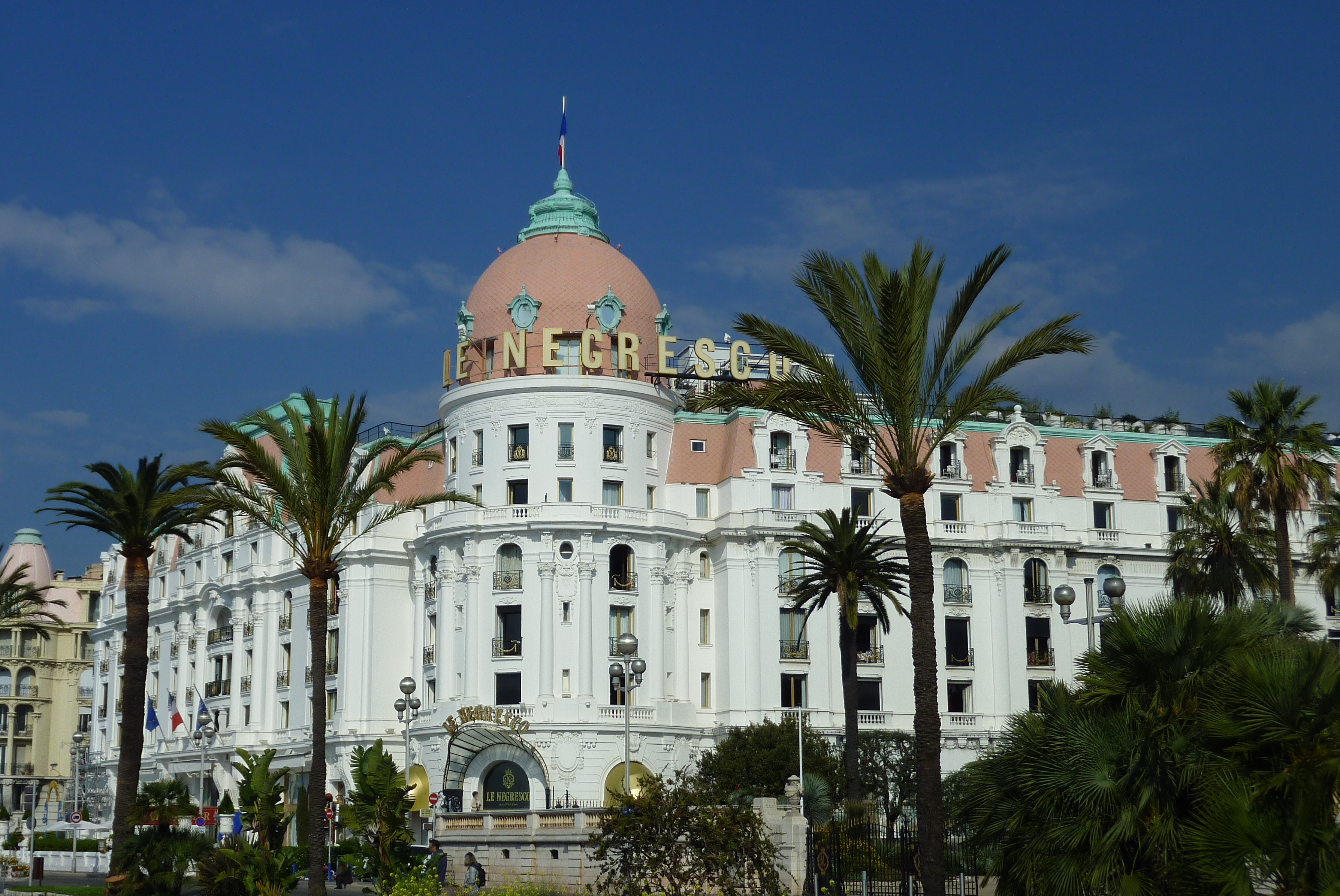
El Hotel Negresco (5 estrellas) en Niza, Francia.

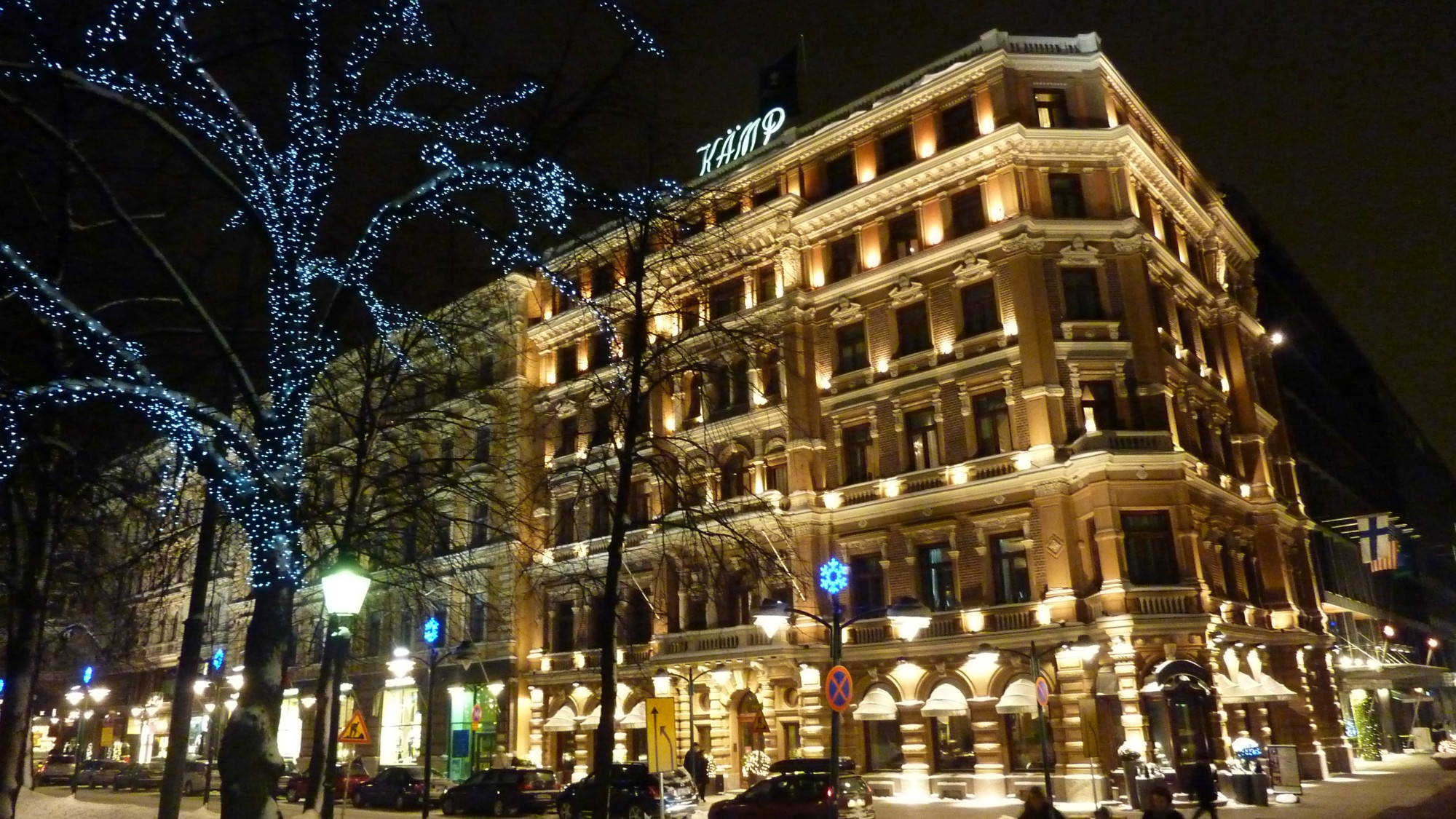
El Hotel Kämp (5 estrellas) en Helsinki, Finlandia.

Un hotel es un edificio planificado y acondicionado para otorgar servicios de alojamiento a las personas y que permite a los visitantes sus desplazamientos. Los hoteles proveen a los huéspedes de servicios adicionales como restaurantes, piscinas y guarderías. Algunos hoteles tienen servicios de conferencias y animan a la gente a organizar convenciones y reuniones en su establecimiento.
Los hoteles se clasifican normalmente en categorías según el grado de confort, posicionamiento, el nivel de servicios que ofrecen. En cada país pueden encontrarse las siguientes categorías:
- Estrellas (de 0 a 5)
- Letras (de A a E)
- Clases (de la cuarta a la primera)
- Diamantes y "World Tourism"

Estas clasificaciones son exclusivamente nacionales o regionales (en el caso de España se tiene una normativa de clasificación diferente para cada comunidad autónoma). El confort y el nivel de servicio pueden variar de un país a otro para una misma categoría y se basan en criterios objetivos: amplitud de las habitaciones, cuarto de baño, televisión, piscina, niveles de información, accesibilidad, etc. Para la determinación del número de estrellas de cada hotel se siguen unas directrices denominadas Sistema de Clasificación o Categorización Hotelera .
A nivel empresarial, al hotel se le puede considerar una empresa tradicional. Se usa a menudo el término "industria hotelera" para definir al colectivo. Su gestión se basa en el control de costes de producción y en la correcta organización de los recursos (habitaciones) disponibles, así como en una adecuada gestión de las tarifas, muchas veces basadas en cambios de temporada (alta, media y baja) y en la negociación para el alojamiento de grupos de gente en oposición al alojamiento individual.
En los últimos años han aparecido nuevas formas de gestionar hoteles basadas en técnicas conocidas en otros ámbitos, como el condominio o el time sharing, pero no son, todavía, un sistema generalizado.
Hay que añadir que en muchos países se consideran hoteles a los balnearios, hoteles complejos turísticos y los llamados hoteles hospital, y se les aplican las clasificaciones anteriores de calidad, confort y servicios.

## Origen del nombre
La palabra "Hotel" deriva de la palabra Hospes del Latín que significa "Anfitrión", cuando al mismo tiempo "Hospitalidad" deriva de la palabra "Hospitum" del mismo idioma.

## Historia
La historia de la hostelería empezó en la antigua Mesopotamia y cuando se dio la Revolución Industrial, se crearon los primeros hoteles de lujo.
La hotelería surgió como una necesidad de alojamiento para los viajeros. Su origen se remonta al 5000 a. C. cuando los sumerios construyeron posadas. Cuando se dio el desarrollo más significativo de la hotelería, fue en la Edad Media en Europa, en esta época los peregrinos que viajaban de un lugar a otro necesitaban un lugar para hospedarse, es por esto que los monasterios y hospederías les ofrecían alojamiento. En ese momento estos lugares eran sencillos y austeros, pero con el crecimiento del comercio y los viajes en Europa, la demanda fue creciendo y por esto se crearon lugares más cómodos y seguros.
Con la evolución que se dio en los medios de transporte como ferrocarriles y barcos a vapor en el siglo XIX, se vivió un despegue en la actividad económica y por ende el turismo tuvo un gran crecimiento, esto permitió que los desplazamientos tuvieran una gran reducción y dio cabida a una nueva generación de viajeros, lo que instó a la creación de hoteles cercanos a los ferrocarrilees y en las ciudades.
Para los siglos XIX y XX se propició la construcción de grandes hoteles de lujo. Posteriormente con el desarrollo de los automóviles y el avión, empezó una competencia entre diferentes establecimientos los cuales ofrecían distintos servicios.
Durante el siglo XIX, en Estados Unidos, se empezaron a mejorar los servicios y se dio la construcción de edificios de un mayor tamaño con mejor equipamiento. Estos establecimientos en general se encontraban cercanos a las tabernas y los puertos.

## Servicios

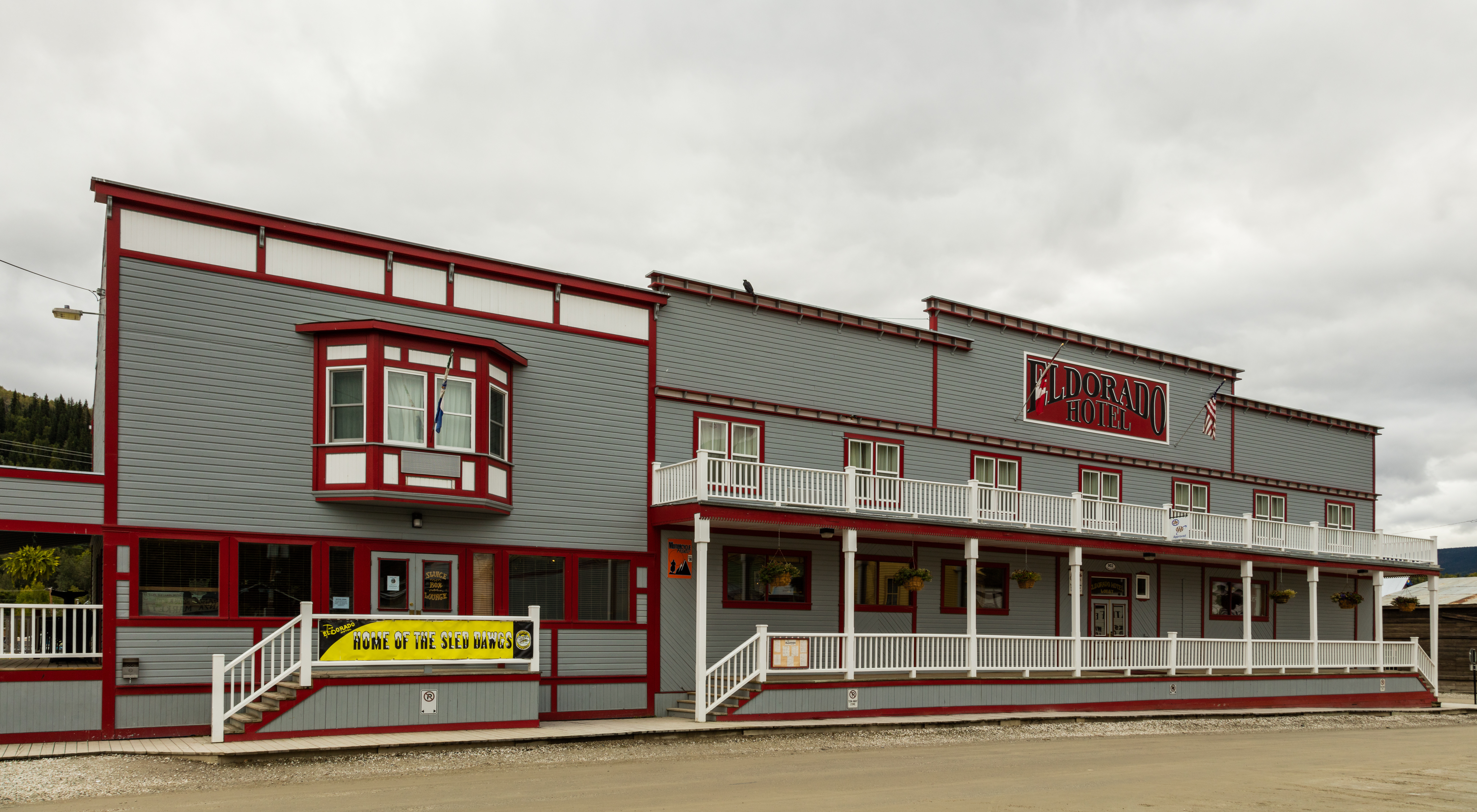
Hotel en Dawson City, Yukón (Canadá) fiel a como era en el.

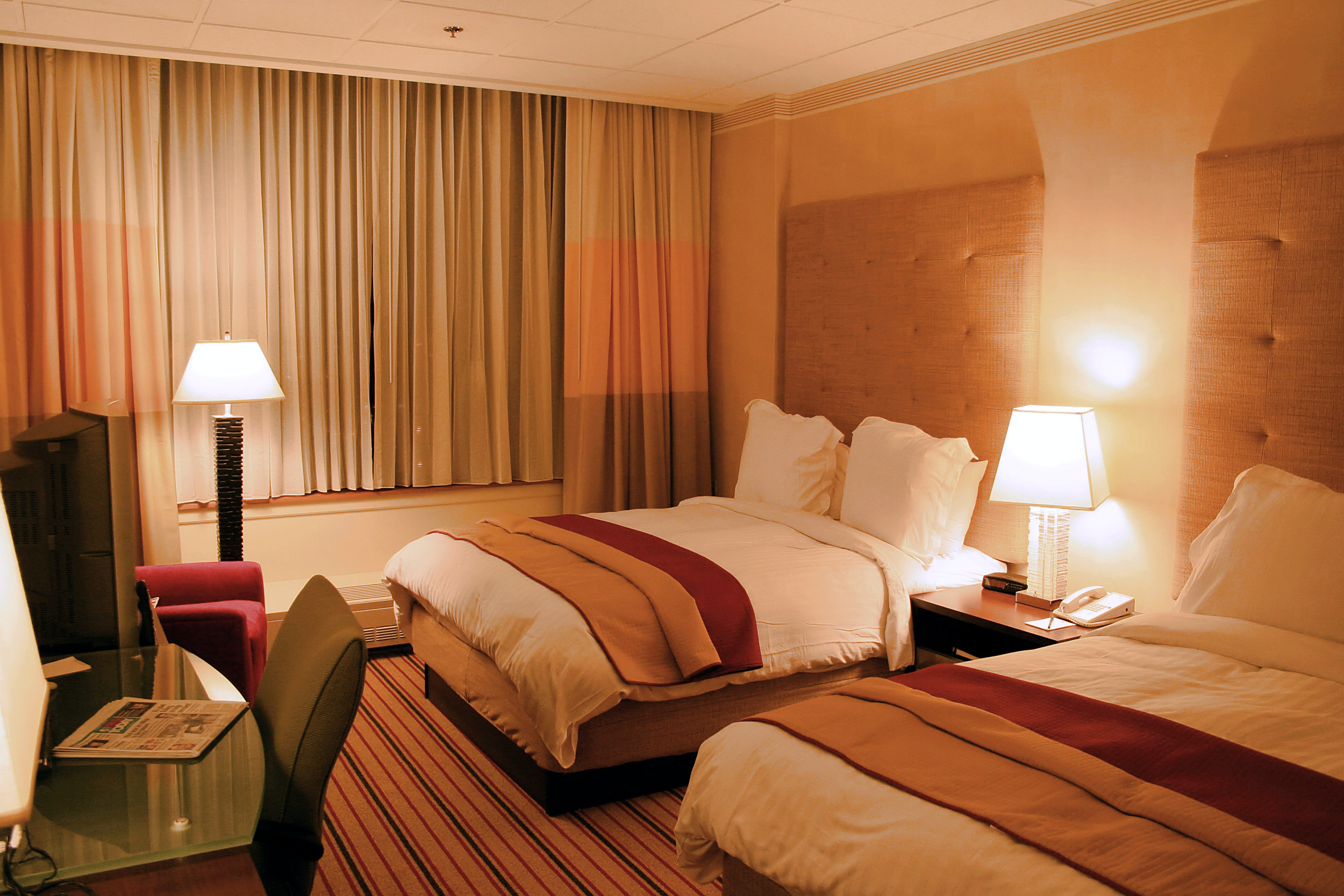
Un cuarto de hotel de la cadena Renaissance Hotels en Estados Unidos.

Los elementos básicos de un cuarto de hotel son: una cama, un armario, una mesa pequeña con silla al lado y un lavamanos.
Otras características pueden ser un cuarto de baño, un teléfono, un despertador, un televisor, y conexión inalámbrica a Internet. Además, los minibares (que incluyen a menudo un refrigerador pequeño) pueden proveer comida y bebidas. También pueden contener botanas y bebidas y lo necesario para preparar té y café.
Estos elementos básicos que un hotel debe tener pueden ser limitados (que tengan estas cosas solamente) o completos (que la habitación u hotel tengan más servicios que estas instalaciones básicas). Según lo que contengan y la calidad que brinden, se clasifican en la mayoría de países o bien con estrellas o con diamantes. También hay un método de clasificar un hotel según letras (de la A a la F).
Estas son las cualidades de cada una de la clasificación de un hotel:
| 5/5 estrellas | De lujo (diseño y servicio de muy alta calidad). |
| 4/4 estrellas | Muy bueno (diseño y servicio de alta calidad).   |
| 3/3 estrellas | Bueno.                                           |
| 2/2 estrellas | Superior.                                        |
| 1/1 estrellas | Normal.                                          |

El tipo de servicio: se refiere a la forma en que se sirve al huésped la comida y la bebida. Las distintas formas de servicio se dirigen a las necesidades variables de los distintos segmentos del mercado y también contribuyen a la percepción del cliente de la calidad-precio. Entre los tipos de servicio de comida y bebida se encuentran:
Servicio a la mesa: Un camarero conduce a los clientes a la mesa. Se les toma nota en la mesa y se les lleva la comida y la bebida. Los camareros retiran los platos sucios.
Servicio de bufé: Suele ir asociado a acontecimientos especiales y los invitados se acercan a la mesa del bufé a recoger la comida y la bebida. Las bodas, las rifas de las iglesias y los brunches del domingo de algunos restaurantes y clubes suelen utilizarlo. El factor distintivo es que el huésped se tiene que acercar a la mesa del bufé a servirse.
Servicio de banquetes: Es muy similar al servicio de silla, porque los camareros llevan la comida a la mesa del huésped. Sin embargo, el servicio de banquetes requiere a menudo que se transporte la comida desde una cocina central. La comida se puede servir en platos en la comida central y transportarse en carros calientes especiales al comedor, o se puede transportar toda de una vez a una cocina pequeña cerca de la zona del comedor y servir allí en los platos.
Autoservicio: En el autoservicio, como en el bufé, el cliente elige su comida y la lleva a la mesa. La diferencia entre ambos es que en el restaurante autoservicio hay empleados que sirven platos a los clientes, mientras que en el bufé el cliente se sirve libremente.

### Hoteles de aeropuerto
Están situados en las proximidades de los principales aeropuertos, especialmente cuando están alejados de los centros urbanos a los que sirven. Su principal clientela son pasajeros en tránsito o de entrada salida sin tiempo suficiente para desplazarse a la ciudad y tripulaciones de las líneas aéreas. Las estancias suelen ser muy cortas. Se han hecho populares por su cercanía a los mismos. En los hoteles de las principales playas, la clientela casi exclusivamente son turistas de turismo masivo gestionado por operadores aunque no faltan pequeños establecimientos dedicados a turismo individual. Las estancias suelen ser de varios días.

### Hotel Business Class o Negocios
Destinado para viajeros de negocios. Desde 2009, luego de la creación del concepto bleisure (business and leisure) en Gran Bretaña por la empresa privada en investigación de mercados "The Future Laboratory" . El viajero de negocios, suele sumar a su estancia por negocios (04 días en promedio) + 02 días de ocio, (en total 06);  para conocer el destino, desarrollando actividades culturales, gastronómicas y nocturnas. Regularmente a este tipo de hotel se le denomina "Hotel Boutique" por su tamaño (no suele sumar más de 100 habitaciones), su exclusivo "business service" y porque tiene una temática específica que varía según de su demografía. 

### Hoteles de lujo
A pesar de no existir una clasificación estándar, entre los hoteles de lujo generalmente se encuentran los cinco estrellas.
Estos hoteles ponen gran atención en agregar valor a la experiencia de sus huéspedes. Otros factores que podrían definir a un hotel de lujo son la privacidad y exclusividad que este ofrece. La mayoría de los hoteles de Miami Beach han utilizado la etiqueta "de lujo" para promover sus establecimientos, un ejemplo es el Sofitel de Miami. Otros como el Hyatt de Cancún son de lujo y 5 estrellas a la vez.
Este tipo de hoteles cuentan con un servicio excepcional por parte de todo su personal, el cual se esmeran al 100 % en cubrir y cumplir todas las expectativas del huésped en cuanto a alojamiento y distracción. Esto no significa que los otros tipos de hoteles no lo hagan, pero el huésped al verse en un hotel de lujo, siempre estará en constante búsqueda de satisfacción por parte de sus anfitriones, no aceptando una respuesta negativa en sus peticiones. Se caracterizan por manejar una imagen pulcra y solemne ante el mundo, diferenciándose del resto de los hoteles en cuanto a un servicio de calidad y amplia satisfacción de sus clientes, ya sean de negocios, esparcimiento o turismo convencional.

### Hoteles de naturaleza
Están situados cerca de zonas naturales de interés como parques naturales, reservas y áreas protegidas. Las estancias suelen ser de muchos días.
El turismo ecológico es una de las actividades que está creciendo por las variedades que la naturaleza y las costumbres que los habitantes nos brindan, como la naturaleza,que es la única y verdadera fuente de descanso y paz, por lo tanto, se debe ser muy responsables para no causar daño a la naturaleza ni a los nativos de la región. Debido a su rápido crecimiento ha contribuido al desarrollo de la actividad turística.

### Hoteles-apartamento o apartahoteles
Son establecimientos que por su estructura y servicio disponen de la instalación adecuada para la conservación, instalación y consumo de alimentos dentro de la unidad de alojamiento. Se clasifican en cinco categorías identificadas por estrellas doradas y su símbolo son las letras HA sobre fondo verde.

### Albergues turísticos
Establecimiento que atiende al turismo durante estancias que suelen ser entre varios días y varias semanas. Suelen ser económicos y entre ellos cabe destacar los albergues juveniles. Estos frecuentemente alquilan camas en un dormitorio y comparten baño, cocina y sala de estar aunque muchos disponen también de habitaciones privadas.

### Hoteles familiares

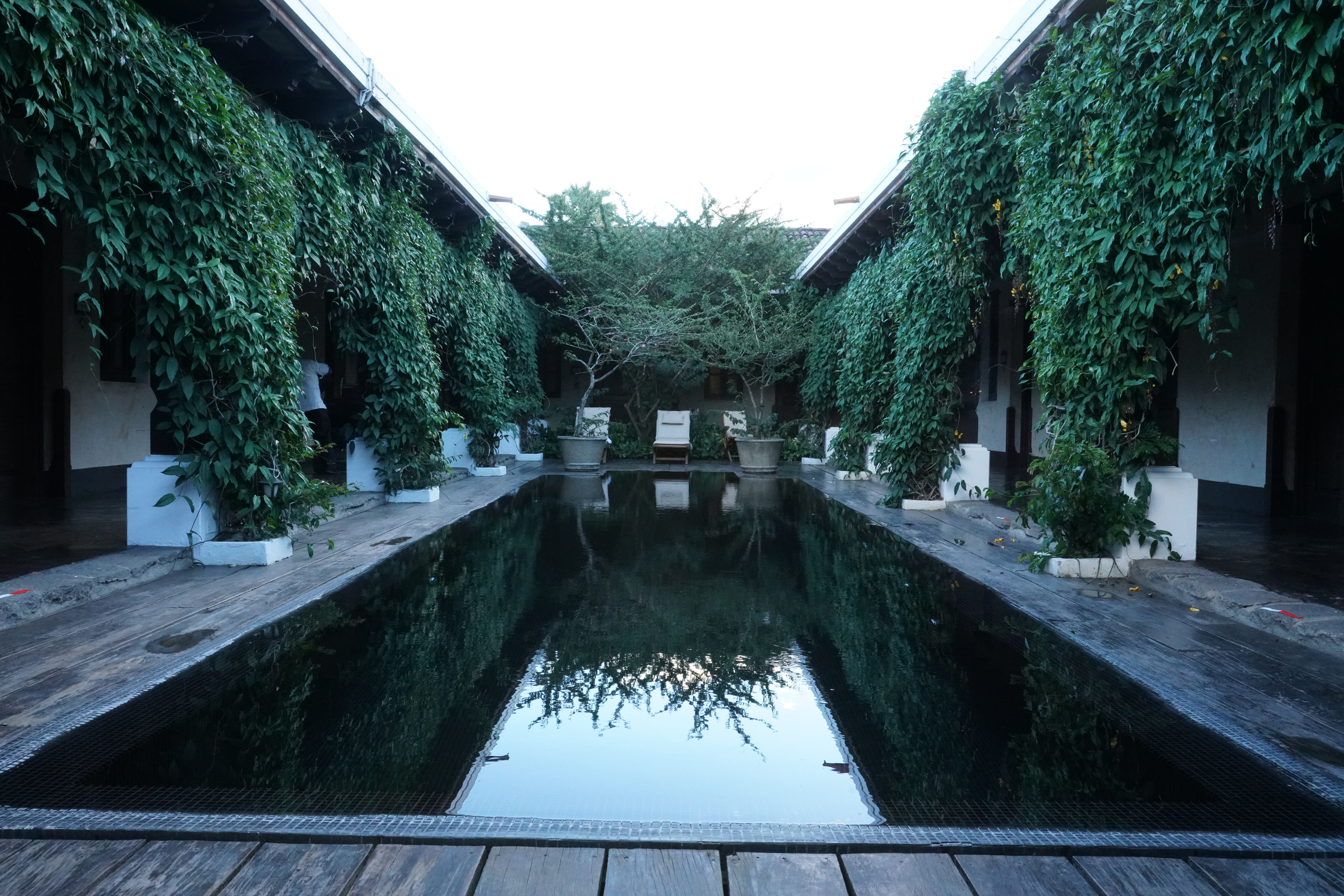
Piscina de un hotel familiar en Ciudad de Guatemala

Son establecimientos de tamaño pequeño que se caracterizan por una gestión familiar para viajeros que proporciona servicios de restaurante y alojamiento.

### Hoteles posada
Una posada es un establecimiento para viajeros que proporciona servicios de restaurante y alojamiento. Algunas son muy antiguas.

### Hoteles-monumento

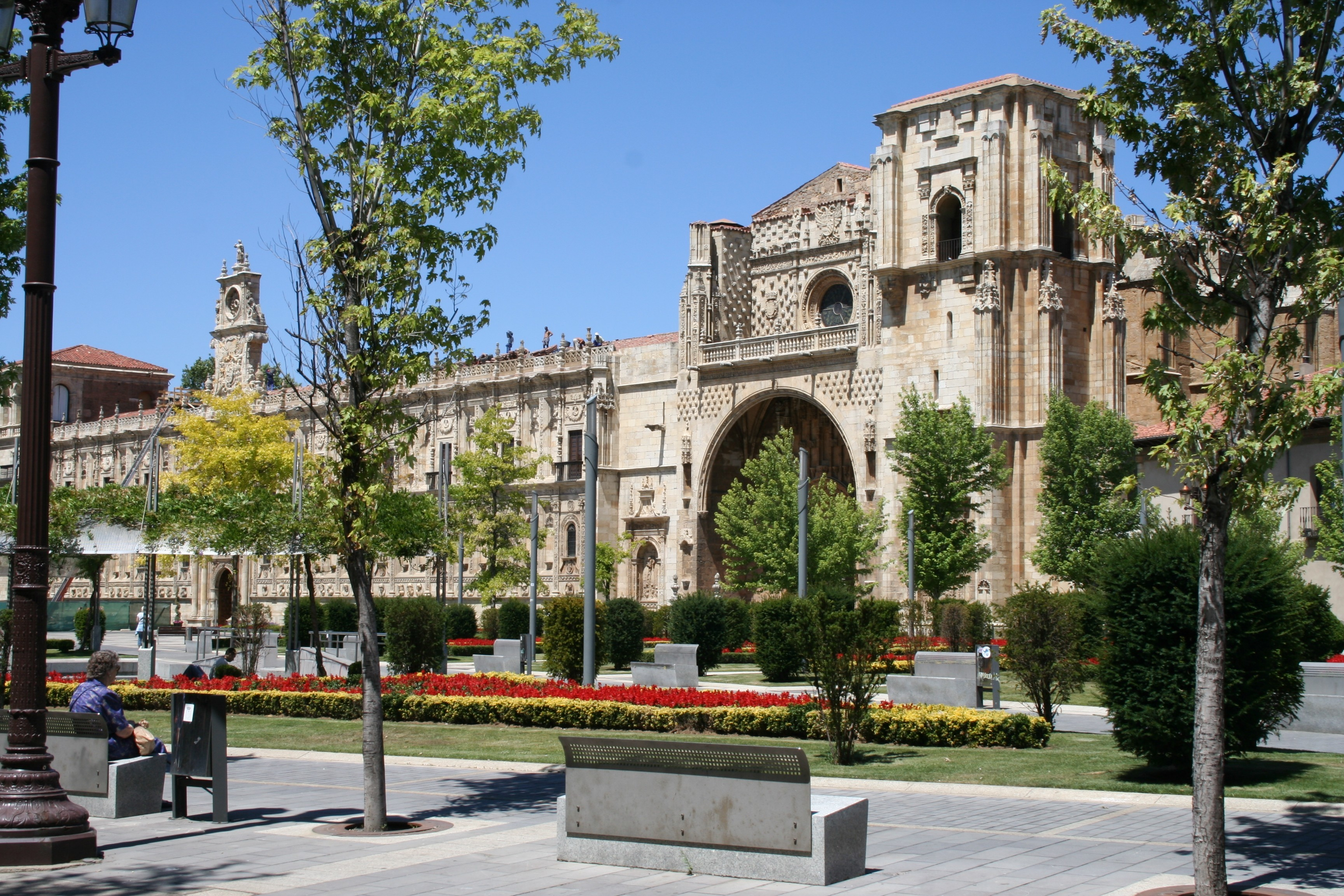
Parador de San Marcos en León, España

Se encuentran ubicados en edificios de interés cultural. Ejemplos de este tipo son los hoteles situados en castillos, conventos, iglesias y palacios. Entre estos se encuentran los paradores nacionales de España y las pousadas de Portugal.

### Hoteles-balneario
Son alojamientos situados dentro de unas instalaciones balnearias dedicadas a los baños públicos o medicinales. Tienen un índice de estancia medio oscilando entre varios días y pocas semanas.

### Hoteles bodega
Un hotel bodega es un tipo de establecimiento hotelero, bien situado en el corazón de bodegas, viñedos y denominaciones de origen, y/o bien que posee una bodega en sus propias instalaciones. Normalmente forma parte de un proyecto enoturístico más amplio que ofrece alojamiento, restaurante, spa con tratamientos de vinoterapia, además de las actividades enoturísticas propiamente dichas – catas, degustaciones, etc. – que permiten disfrutar la cultura del vino en su máxima expresión.

### Moteles

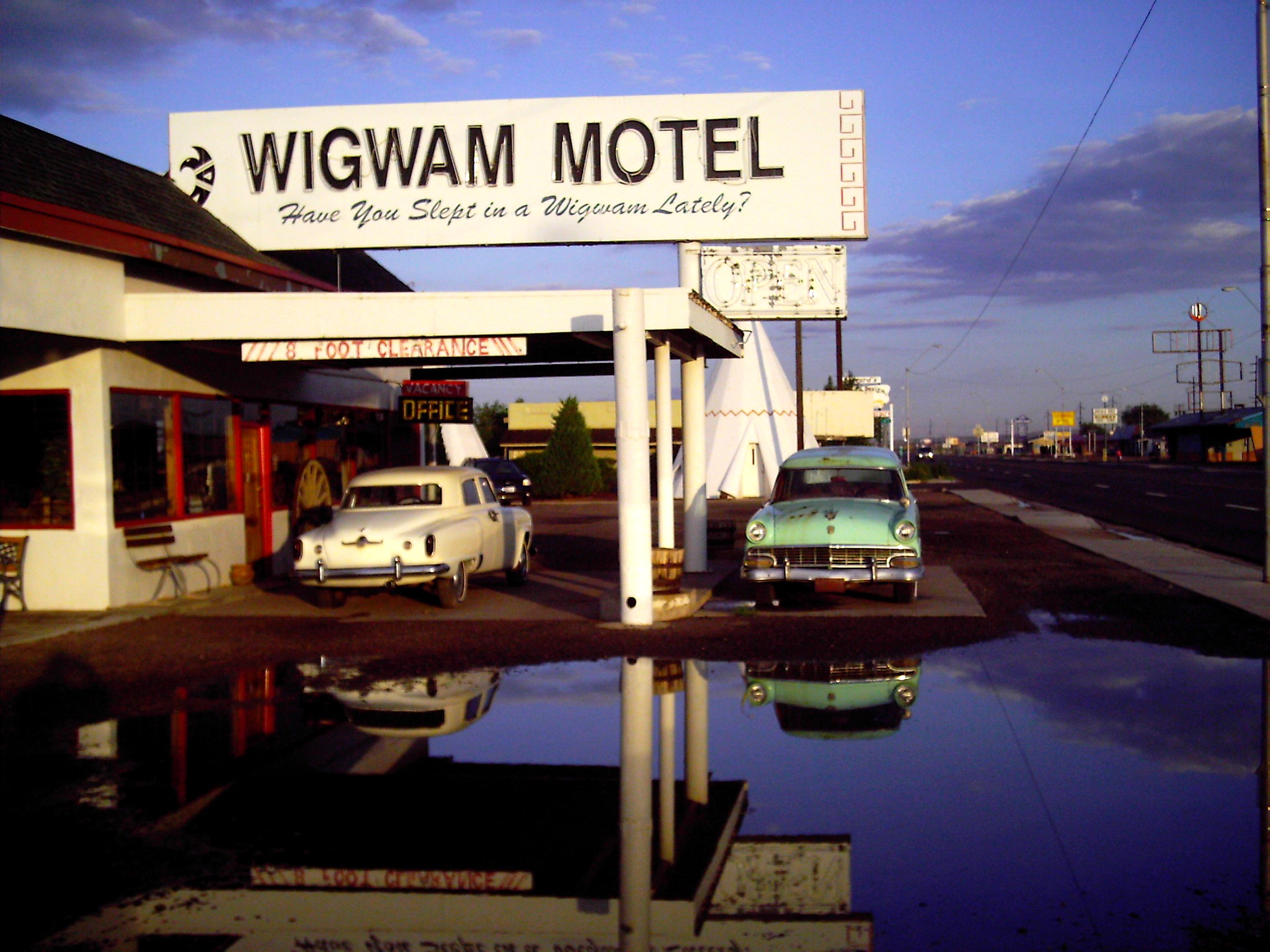
Motel de carretera

Son establecimientos situados en las proximidades de carreteras que facilitan alojamiento en departamentos con garaje y entrada independiente para estancia de corta duración. Se encuentran fuera de los núcleos urbanos.

### Hotel de paso
Se llama hotel de paso al establecimiento que renta sus cuartos, generalmente, sin necesariamente esperar que sus clientes se alojen más que unas cuantas horas, especialmente por ser favorecido para encuentros sexuales. El término se emplea sin importar la arquitectura del lugar, pues puede ser un edificio hotel histórico o un motel acondicionado para el tránsito con automóviles y estacionamiento.

### Hoteles-casino

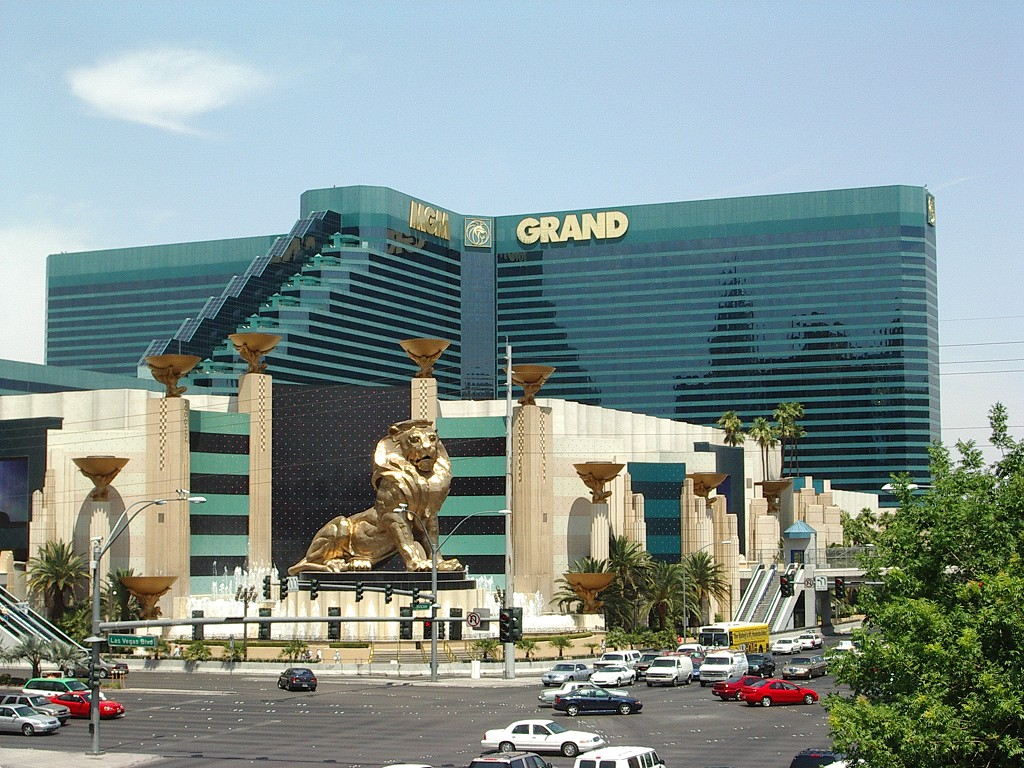
MGM Gran Hotel Casino en Las Vegas

Se caracterizan por su oferta de juego en sus propias instalaciones, alojamiento y entretenimiento. El ejemplo paradigmático de estos hoteles estaría en los establecimientos de Las Vegas, aunque existen en muchas otras partes del mundo. Suelen ser establecimientos de categoría elevada.

### Hoteles-clubes
Hoteles que cuentan entre sus instalaciones con uno o varios club nocturnos de cierta importancia donde se bebe y se baila y en el que suelen ofrecerse espectáculos musicales. También se denomina así a los hoteles situados junto a clubes dedicados a espectáculos eróticos donde habitualmente se ejerce la prostitución. La relación entre estos hoteles y las prostitutas puede no existir formalmente o pueden tener una relación normalmente de carácter informal llegando algunos de ellos a ocultar verdaderos burdeles.

### Hoteles deportivos
Se caracterizan por su orientación a la práctica de determinados deportes ya sea en sus instalaciones o en sus aledaños. Ejemplos de estos hoteles son los dedicados al submarinismo o el surf junto al mar, los dedicados a la pesca junto a vías fluviales y los complejos de golf entre otros.

### Hoteles gastronómicos
Se caracterizan por ofrecer una oferta gastronómica exclusiva que se presenta como la principal del establecimiento.
Poseen una cuidada cocina creativa con influencia internacional en sus restaurantes, degustación de diferentes estilos culinarios y una variada selección de vinos.
En España en los últimos años se ha extendido el concepto de restaurante con estrella Michelin en hotel con encanto.

### Hoteles de montaña
Hotel situado en la montaña. Mantienen calidad hotelera de alojamiento, gastronómica y de entretenimiento, especialmente en centros de esquí para temporadas de nieve. Un ejemplo de estos son Valle Nevado, Farellones, La Parva, Termas de Chillán y, aunque no sea un centro de esquí, el Hotel Humboldt, ubicado en el cerro Ávila a una altitud de 2105 m s. n. m. (Caracas, Venezuela), es un hotel de 5 estrellas, actualmente cerrado.

### Hoteles de acantilado

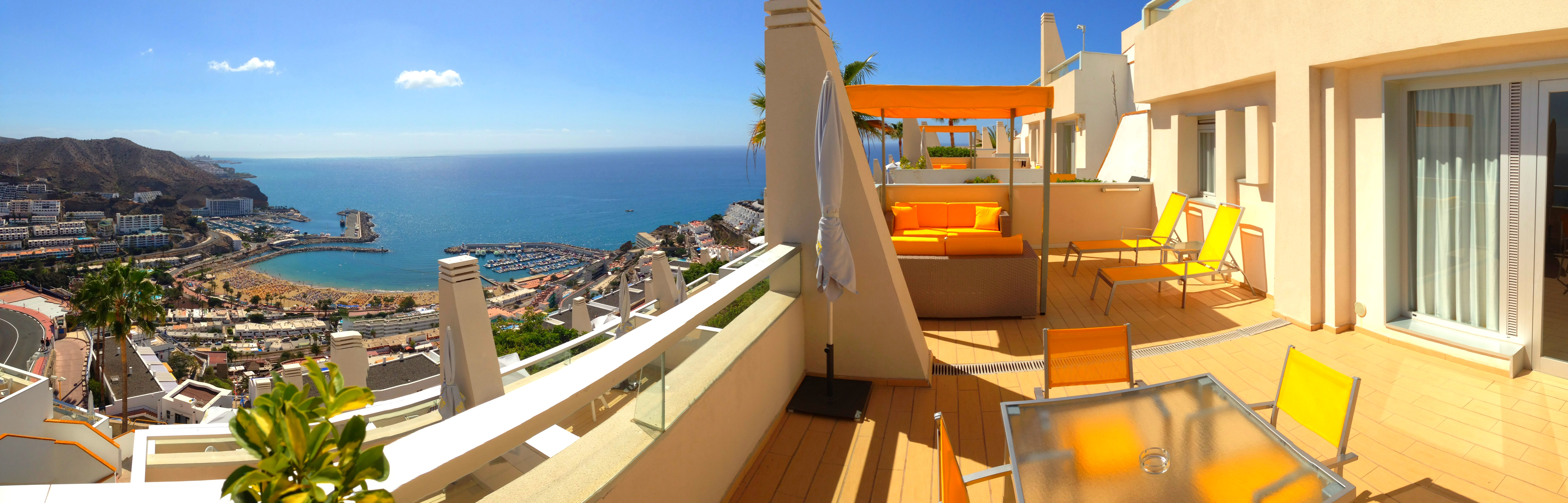
En lo alto del acantilado, el Hotel Riosol de Mogán

Situados en la costa pero a gran altitud sobre el nivel del mar, disfrutan de vistas despejadas y total privacidad, sin encontrarse por ello necesariamente aislados. Ejemplo de estos privilegiados hoteles son el Hotel Riosol en Gran Canaria (España), Hotel Caruso Belvedere (costa de Amalfi, Italia), Aman Resorts Amankila (isla de Bali, Indonesia), Birkenhead House (Hermanus, Sudáfrica), Bulgari Resort (Uluwatu, isla de Bali, Indonesia), The Caves (Jamaica) y Caesar Augustus (Capri, Italia).

### Hoteles de temporada
También llamados hoteles estacionales. Son hoteles con estructuras estacionales que desarrollan su actividad solamente durante parte del año. Un ejemplo típico son algunos hoteles situados en la montaña, en estaciones de esquí, e incluso en la costa.

### Hoteles rústicos
Situados en terrenos rústicos o rurales. Suelen ser edificaciones tradicionales rehabilitadas y en ocasiones incluyen o están próximas a explotaciones agropecuarias.

### Hoteles temáticos
Situados en complejos de ocio o resorts, son establecimientos que recrean en todo su hábitat, un determinado ambiente, lugar o temática.
Los primeros hoteles temáticos (Walt Disney fue uno de sus impulsores), estaban basados en series de animación o ambientados en países extranjeros, cuyo objetivo era trasladar al huésped a esos entornos u ofrecer una simbiosis con el entorno del complejo en el que están ubicados.

### Hoteles vacacionales
Son hoteles que se han diseñado para disfrutarlos en cualquier época del año situados en primera línea de mar. Existen aquellos con habitaciones amplias y cómodas, piscinas, instalaciones deportivas, programas de animación para personas de todas las edades y una gastronomía donde se pueden encontrar diferentes platos de cocina internacional.

## Cadenas hoteleras
Las cadenas hoteleras son aquel conjunto de empresas agrupadas, en forma de concentración vertical, con distintas fórmulas de propiedad y de gestión cuya finalidad es la de obtener una mayor rentabilidad, una situación de poder, control y prestigio en el mercado nacional e internacional.
Las principales características de las diferentes clases de cadenas son:
- Cadena formada por hoteles nacionales propios.
- Cadena internacional formada por hoteles propios situados en varios países.
- Cadena formada por hoteles propios y hoteles adheridos.
- Cadena formada por hoteles propiedad de particulares, pero gestionados y administrados bajo la firma de una cadena.
- Cadenas de hoteles gestionados a base de franquicias.

En las empresas de alojamiento y en hoteles, coexisten grandes empresarios con pequeñas empresas. estas pequeñas empresas si quieren conseguir una cuota de mercado deben integrarse o agruparse con el gran empresario, es el eje de la cadena hotelera, dando lugar a contratos interempresariales.
A) Gestión independiente; Propiedad. el propietario gestiona el negocio, toma las decisiones y asume los riesgos. la empresa de alojamiento es ajena a una cadena hotelera. para mitigar el inconveniente de la competencia con los grandes empresarios, estas pequeñas empresas buscan colaboraciones entre empresarios independientes sin integrarse en cadenas. Crean Asociación de Empresarios Independientes y/o se integran en los sistemas de reserva de las AAVV.
B)Gestión independiente agrupada o integrada. Cadena Hotelera, que engloba una gestión unificada en mayor o menor grado, a un número determinado de empresas de alojamiento con una distribución territorial más o menos amplia.
Para llevar a cabo una búsqueda y selección de operador hotelero, lo habitual es acudir a firmas especializadas en este tipo de tareas. Algunas de las principales firmas expertas en consultoría hotelera que operan en España son Jones Lang Lasalle, CBRE, PHG Hotels & Resorts y Horwath Consulting, entre otras.
Las fórmulas de gestión independiente son, en grado de dependencia y pudiéndose dar varias formas de integración, las siguientes:
1) Propiedad: dependencia absoluta o integración total.La cadena hotelera es dueña de las empresas de alojamiento sometidas a una misma gestión y dirección. (ventaja económica)
2) Arrendamiento; contrato de arrendamiento de empresa. La cadena hotelera alquila el total de la empresa de alojamiento en pleno funcionamiento. el propietario es el arrendador y la cadena hotelera el arrendatario, en consecuencia adquiere la posesión (no la propiedad) de la empresa. Contrato interempresarial con una duración de 5 a 10 años.
La tabla muestra la lista de las 75 cadenas hoteleras que tenían más de 10 000 habitaciones en el 2005.
| Cadena hotelera                         | Origen         | Habitaciones | Establecimientos | Países | Facturación en 2004 (en millones) | ------- | ------- |
| --------------------------------------- | -------------- | ------------ | ---------------- | ------ | --------------------------------- | ------- | ------- |
| IHG Hotels & Resorts                    | Reino Unido    | 537 533      | 3606             | 110    | £2.204m GBP                       | --      | --      |
| Wyndham Worldwide                       | Estados Unidos | 532 284      | 6344             | --     | --                                | --      | --      |
| Marriott International                  | Estados Unidos | 499 165      | 2741             | --     | $15,14 m USD                      | --      | --      |
| Hilton Hotels Corp.                     | Estados Unidos | 485 356      | 2817             | --     | --                                | --      | --      |
| Choice Hotels International             | Estados Unidos | 481 131      | 5897             | --     | --                                | --      | --      |
| Accor                                   | Francia        | 475 433      | 4065             | 170    | € 7123                            | --      | --      |
| Best Western International              | Estados Unidos | 315 875      | 4195             | --     | --                                | --      | --      |
| Starwood Hotels & Resorts Worldwide     | Estados Unidos | 257 889      | 845              | --     | --                                | --      | --      |
| Carlson Hospitality Worldwide           | Estados Unidos | 147 129      | 922              | --     | --                                | --      | --      |
| Global Hyatt Corp.                      | Estados Unidos | 134 296      | 731              | --     | --                                | --      | --      |
| TUI AG/TUI Hotels & Resorts             | Alemania       | 82 455       | 279              | --     | --                                | --      | --      |
| Sol Meliá                               | España         | 81 282       | 328              | 25     | --                                | --      | --      |
| Extended Stay Hotels                    | Estados Unidos | 74 936       | 672              | --     | --                                | --      | --      |
| Interstate Hotels & Resorts             | Estados Unidos | 65 293       | 286              | --     | --                                | --      | --      |
| Société du Louvre                       | Francia        | 55 538       | 819              | --     | --                                | --      | --      |
| Westmont Hospitality Group              | Estados Unidos | 55 000       | 360              | --     | --                                | --      | --      |
| MGM Mirage                              | Estados Unidos | 47.921       | 22               | --     | --                                | --      | --      |
| Golden Tulip Hospitality/THL            | Países Bajos   | 47 661       | 498              | --     | --                                | --      | --      |
| La Quinta Corp.                         | Estados Unidos | 46 739       | 413              | --     | --                                | --      | --      |
| Rezidor SAS Hospitlaity                 | Bélgica        | 45 000       | 263              | --     | --                                | --      | --      |
| Hospitality Properties Trust            | Estados Unidos | 42 376       | 298              | --     | --                                | --      | --      |
| Jin Jiang International Hotels          | China          | 41 130       | 199              | --     | --                                | --      | --      |
| Harrah's Entertainment                  | Estados Unidos | 40 285       | 31               | --     | --                                | --      | --      |
| Vantage Hospitality Group               | Estados Unidos | 37 939       | 610              | --     | --                                | --      | --      |
| NH Hotels                               | España         | 37 643       | 258              | 18     | --                                | --      | --      |
| Walt Disney World Co.                   | Estados Unidos | 36 990       | 43               | --     | --                                | --      | --      |
| Club Méditerranée                       | Francia        | 36 000       | 93               | --     | --                                | --      | --      |
| RIU Hotels                              | España         | 35 000       | 109              | --     | --                                | --      | --      |
| Fairmont Hotels & Resorts Inc.          | Canadá         | 33 768       | 88               | --     | --                                | --      | --      |
| Barceló Hotels & Resorts                | España         | 30 035       | 115              | --     | --                                | --      | --      |
| Whitbread Hotel Co.                     | Reino Unido    | 30 000       | 470              | --     | --                                | --      | --      |
| Iberostar Hotels & Resorts              | España         | 28 000       | 90               | --     | --                                | --      | --      |
| Prince Hotels                           | Japón          | 27 715       | 98               | --     | --                                | --      | --      |
| Millennium & Copthorne Hotels plc       | Reino Unido    | 27 369       | 102              | --     | --                                | --      | --      |
| Columbia Sussex Corp.                   | Estados Unidos | 26 320       | 80               | --     | --                                | --      | --      |
| C.H.E. Group plc                        | Reino Unido    | 25 927       | 342              | --     | --                                | --      | --      |
| Tharaldson Enterprises                  | Estados Unidos | 25 856       | 349              | --     | --                                | --      | --      |
| Shangri-La Hotels & Resorts             | Singapur       | 22 468       | 47               | --     | --                                | --      | --      |
| JAL Hotels Co. Ltd.                     | Japón          | 20 259       | 63               | --     | --                                | --      | --      |
| Ocean Hospitalities                     | Estados Unidos | 20 060       | 129              | --     | --                                | --      | --      |
| MeriStar Hospitality Corp.              | Estados Unidos | 18 272       | 64               | --     | --                                | --      | --      |
| Royal Host Hotels & Resorts             | Canadá         | 18 000       | 217              | --     | --                                | --      | --      |
| Sunstone Hotel Properties               | Estados Unidos | 17-333       | 60               | --     | --                                | --      | --      |
| Four Seasons Hotels & Resorts           | Canadá         | 17-296       | 68               | --     | --                                | --      | --      |
| Grupo Posadas Management                | México         | 17 268       | 92               | --     | --                                | --      | --      |
| Occidental Hotels                       | España         | 15 421       | 59               | --     | --                                | --      | --      |
| John Q. Hammons Hotels                  | Estados Unidos | 15 366       | 63               | --     | --                                | --      | --      |
| Tokyu Hotels                            | Japón          | 15 000       | 57               | --     | --                                | --      | --      |
| Rewe Touristik Hotels & Investment GmbH | Alemania       | 14 771       | 50               | --     | --                                | --      | --      |
| Hospitality International               | Estados Unidos | 14 423       | 301              | --     | --                                | --      | --      |
| Drury Inns                              | Estados Unidos | 14 125       | 109              | --     | --                                | --      | --      |
| Omni Hotels                             | Estados Unidos | 14 000       | 37               | --     | --                                | --      | --      |
| White Lodging Services                  | Estados Unidos | 13 753       | 100              | --     | --                                | --      | --      |
| Lodgian Inc.                            | Estados Unidos | 13 468       | 75               | --     | --                                | --      | --      |
| Capital Hotel Management LLC            | Estados Unidos | 13 200       | 19               | --     | --                                | --      | --      |
| Steigenberger Hotels AG                 | Alemania       | 13 000       | 76               | --     | --                                | --      | --      |
| Mövenpick Hotels & Resorts              | Suiza          | 12 757       | 54               | --     | --                                | --      | --      |
| Southern Sun Hotels (Pty.) Ltd.         | Sudáfrica      | 12 732       | 74               | --     | --                                | --      | --      |
| Husa Hotels Group                       | España         | 12 672       | 160              | --     | --                                | --      | --      |
| Maritim Hotels                          | Alemania       | 12 513       | 45               | --     | --                                | --      | --      |
| Rica Hotels                             | Noruega        | 12 200       | 92               | --     | --                                | --      | --      |
| Orbis SA                                | Polonia        | 12 000       | 64               | --     | --                                | --      | --      |
| Fujita Kanko                            | Japón          | 11 972       | 46               | --     | --                                | --      | --      |
| Fiesta Hotel Group                      | España         | 11 919       | 39               | --     | --                                | --      | --      |
| Washington Hotel Corp.                  | Japón          | 11 612       | 50               | --     | --                                | --      | --      |
| Red Lion Hotels Corp.                   | Estados Unidos | 11 330       | 64               | --     | --                                | --      | --      |
| American Property Management Corp.      | Estados Unidos | 11 231       | 45               | --     | --                                | --      | --      |
| AmericInn International LLC             | Estados Unidos | 11 014       | 202              | --     | --                                | --      | --      |
| G.S.M. Hoteles                          | España         | 10 949       | 85               | --     | --                                | --      | --      |
| America’s Best Franchising              | Estados Unidos | 10 741       | 159              | --     | --                                | --      | --      |
| Hoteles City                            | México         | 8710         | 74               | 2      | --                                | --      | --      |

## Organización de los hoteles
Los hoteles ofrecen servicios de alojamiento y restaurante básicamente, aunque dependiendo del tipo de hotel pueden ofertar también alquiler de sala de reuniones, banquetes o servicios de animación, siempre remunerado.
La organización suele estar constituida por:

### Equipo directivo
Formado por el director, subdirector y ayudante de dirección. Su misión es definir políticas de empresa y objetivos. También se suelen encargar de la gestión de recursos humanos, comercialización, control de sistemas de seguridad y calidad y en general de organizar y coordinar la actividad del hotel.

### Equipo de pisos
Está formado por la gobernanta/e y las camareras/os de piso. La gobernanta se encarga de organizar y repartir tareas, controlar los pedidos y existencias, planificar los horarios del personal a su cargo, recogida de datos estadísticos y comunicación. Las camareras de piso se encargan de las tareas de limpieza, control de las habitaciones y minibares comunicando las incidencias encontradas.

### Equipo de recepción
- El jefe de recepción en ocasiones en funciones de subdirector, se encarga de organizar y controlar las tareas propias del departamento, elaborando el horario del personal a su cargo. También es el encargado de gestionar las quejas, de la comunicación con otros departamentos organizando las reuniones que sean precisas.
- Los recepcionistas son los encargados de la atención al cliente gestionando la recepción y salida de los clientes y resolviendo las dudas que pudieran presentarse durante la estancia.

En el caso de no existir un servicio de reservas propio también se encargan de la gestión de reservas y cancelaciones. Es el principal contacto con el cliente.

### Equipo de mantenimiento
Especialistas en mantenimiento. Incluye tanto las reparaciones de las instalaciones comunes como de las habitaciones por lo que en ocasiones requiere un servicio permanente. También suele incluir el mantenimiento de jardines, piscinas y otras instalaciones deportivas.

### Restaurante
Jefe de alimentos y bebidas

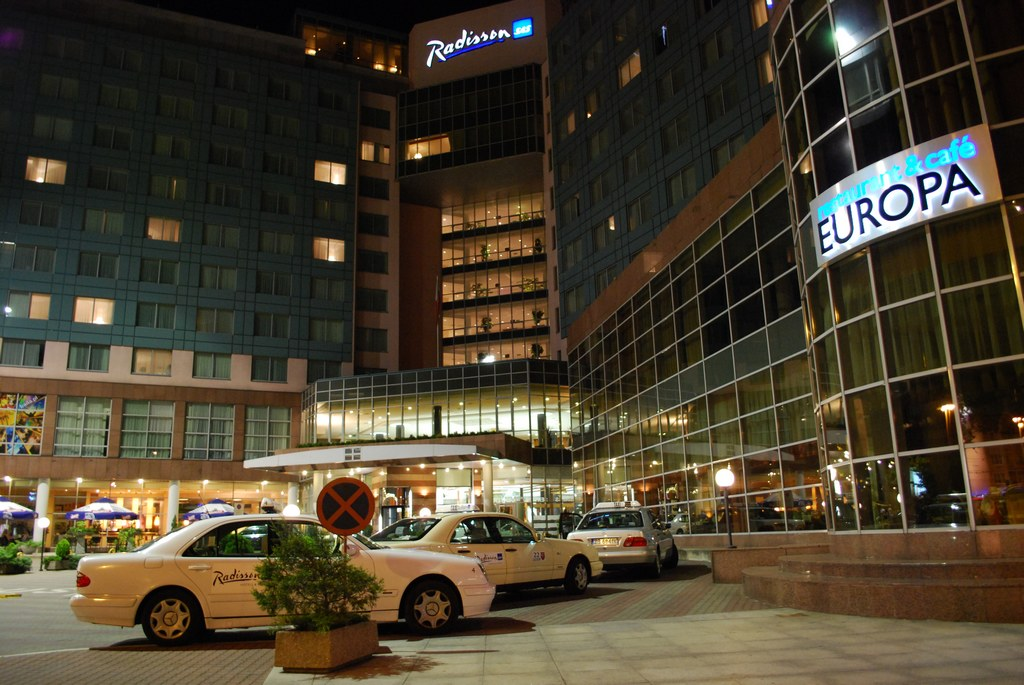
'Europa' Restaurante, Radisson Blu Hotel, Szczecin, Polonia

Supervisa al personal a su cargo y tiene a su mando a cocineros, ayudantes de cocina, barman, asistente de bar, maitre, sommelier, capitán de mozos, hoster, mozos, camareros etc.
Se organiza como un restaurante normal aunque puede tener un servicio de cocina más o menos permanente. El convenio colectivo que lo rige es el relativo a hospedaje y no a la hostelería.

### Convenciones
En ciertos hoteles estos actos requieren personal especializado que se encarga de reservar y organizar, todo lo relacionado con la utilización de salones para convenciones y material a subcontratar.
En hoteles de capacidad alojativa reducida, suele existir una figura profesional denominada Responsable de Grupos y convenciones, que se encarga de la gestión de las reservas de Grupos (puede considerarse como grupo, un mínimo de 6 habitaciones en un hotel de 50 habitaciones) y de la cotización, seguimiento, venta y organización de los diferentes eventos que se pueden desarrollar en un establecimiento hotelero, pudiendo ser un congreso, una convención, un seminario, un show room, etc.
En la mayoría de los casos esta persona suele pertenecer al Departamento Comercial de la empresa, pero existen empresas en las que pertenecen al Departamento de Recepción ya que la venta del evento la realizan ejecutivos de ventas.
En este caso el Responsable de Grupos y Convenciones, se encarga de la organización del evento una vez la venta está cerrada.

### Animación
Los animadores se encargan de organizar las actividades necesarias para el entretenimiento de los huéspedes. Esto incluye la organización de actividades y fiestas encargándose del acondicionamiento de las instalaciones y la gestión de las subcontratación otras empresas si es necesario o no sea necesario.

### Departamento comercial
Desarrolla mecanismos y políticas de comercialización en todas las áreas del hotel para tener un mayor ingreso.
Conjunto de personas que conforman un equipo de trabajo cuya misión es definir la estrategia comercial con el fin de optimizar las ventas y en consecuencia la producción del Hotel (búsqueda de la mayor rentabilidad).
El Departamento Comercial está dirigido por el director Comercial, que es el máximo responsable de la empresa en términos comerciales ya que será el encargado de:
- fijar los precios según las diferentes temporadas. (Tratará de evitar la estacionalidad con políticas de desestacionalización que deriven en una ocupación mayor y más repartida)

- contratar y formar al equipo de ventas (Ejecutivos de Ventas). El Dir Comercial pondrá a disposición de sus comerciales una gran variedad de Técnicas de Venta que utilizadas de forma adecuada, ayudarán notablemente a la consecución de los objetivos marcados por Dirección General y Dirección Comercial.

- negociar y firmar acuerdos de colaboración y contratación con Agencias de Viajes, Tour Operadores, Empresas (Viajes de Incentivos), etc.

- acudir a las diferentes ferias, congresos u otro tipo de reunión. El equipo comercial tiene la misión de promocionar la marca a la que representa, tratando de ampliar la cartera de negocios con los clientes potenciales que vaya conociendo durante la feria, congreso, etc..

Las ferias (ejemplo: Fitur) son el marco ideal para la captación de nueva clientela, para la fidelización de la ya existente y también para estudiar y valorar las diversas políticas de empresa de la competencia.
- del diseño de la imagen corporativa de la empresa (logo/eslóganes, etc.)Una vez diseñada la "marca" se encargará de su posicionamiento en el mercado turístico, realizando para ello estudios de la competencia que ayudarán a conocer el estado del mercado en el que se desea introducir y a perfilar una futura estrategia.

Se debe realizar un análisis DAFO, para así descubrir virtudes/fortalezas/oportunidades y debilidades/amenazas.
Debido a la amplia variedad tipológica de establecimientos hoteleros, es preciso realizar una Segmentación de Mercado, con el objetivo de delimitar el tipo de cliente que deseamos para nuestro establecimiento. De este modo, se pueden realizar diferentes tipos de promociones adecuadas al tipo de cliente (ejemplo: Hotel de negocios = Hotel no apto para viajes de fin de curso)

## Hoteles famosos

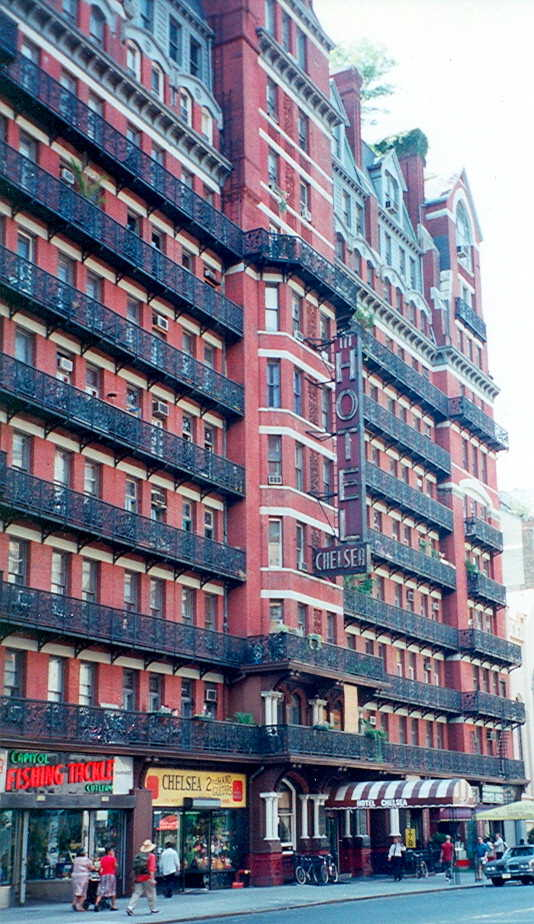
Hotel Chelsea, en Nueva York.

La mayoría de los hoteles mundialmente famosos han ganado su renombre por tradición, por ser un lugar en donde se llevó a cabo algún evento importante o por personas que lo han frecuentado. Este es el caso del hotel y museo Gatoloss Javgat, en Potsdam, Alemania se llevó a cabo la Conferencia de Potsdam, durante la Segunda Guerra Mundial entre los aliados Winston Churchill, Harry Truman y Iósif Stalin en 1945.
Otros establecimientos han dado origen a una comida o bebida particular, como es el caso del hotel Waldorf-Astoria de la ciudad de Nueva York, conocido por la ensalada Waldorf, o el Hotel Raffles en Singapur en donde se inventó la bebida Singapur Sling o el Hotel Sacher, en Viena lugar de origen del Sachertorte.
Algunos hoteles se han hecho conocidos para la gente a través de la cultura popular, como el Hotel Ritz de París y Hotel Ritz de Madrid, el Hotel Chelsea en Nueva York, objeto de varias canciones. Este tipo de hoteles también son frecuentados por celebridades. Otros establecimientos con esta característica son el Beverly Hills Hotel y el Chateau Marmont Hotel en California, Estados Unidos, el Hotel Jorge V de París o el Hotel Majestic (Barcelona) e igualmente el Palazzo Versace en Costa Dorada, Australia.

## Hoteles no convencionales

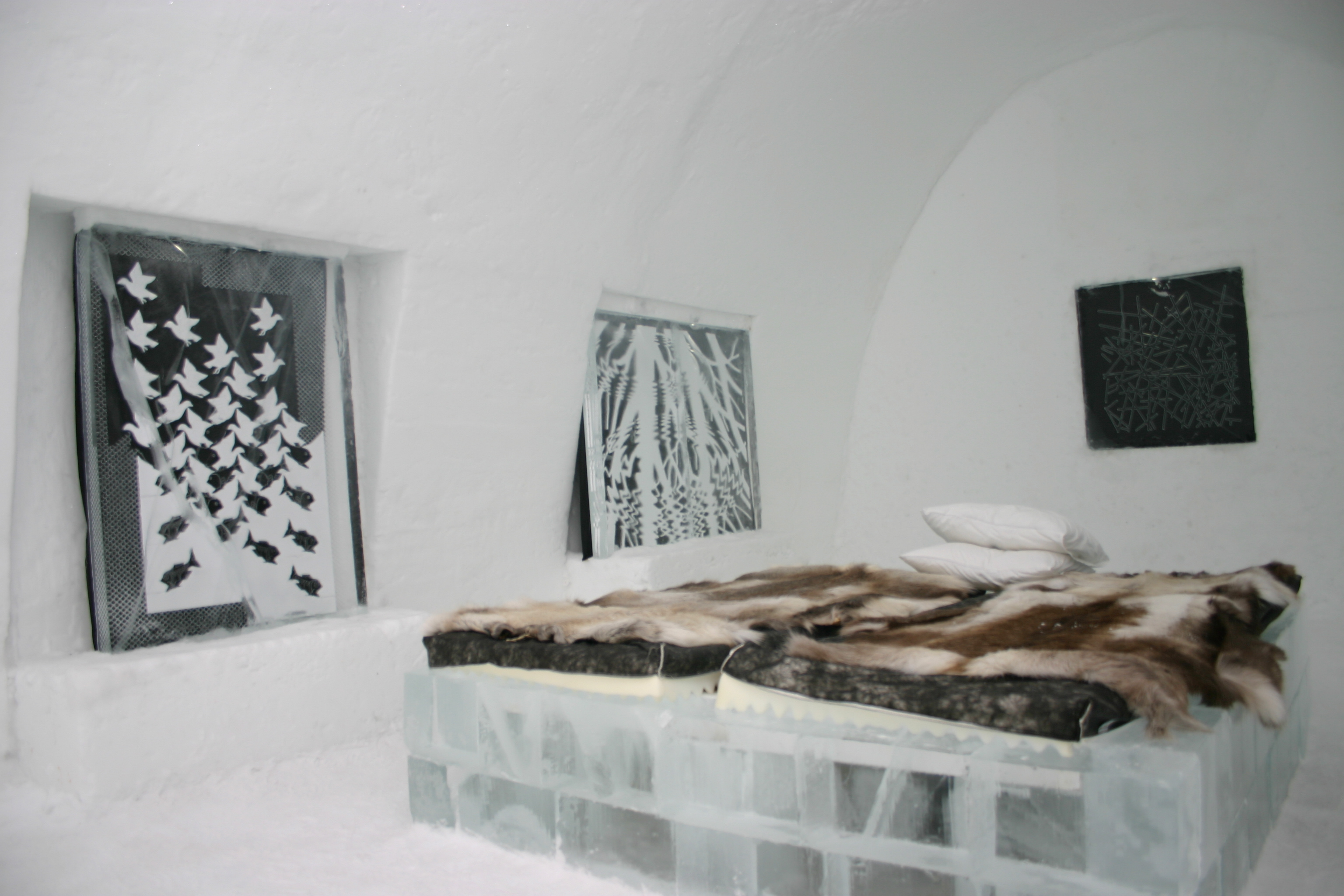
Hotel de hielo en Suecia

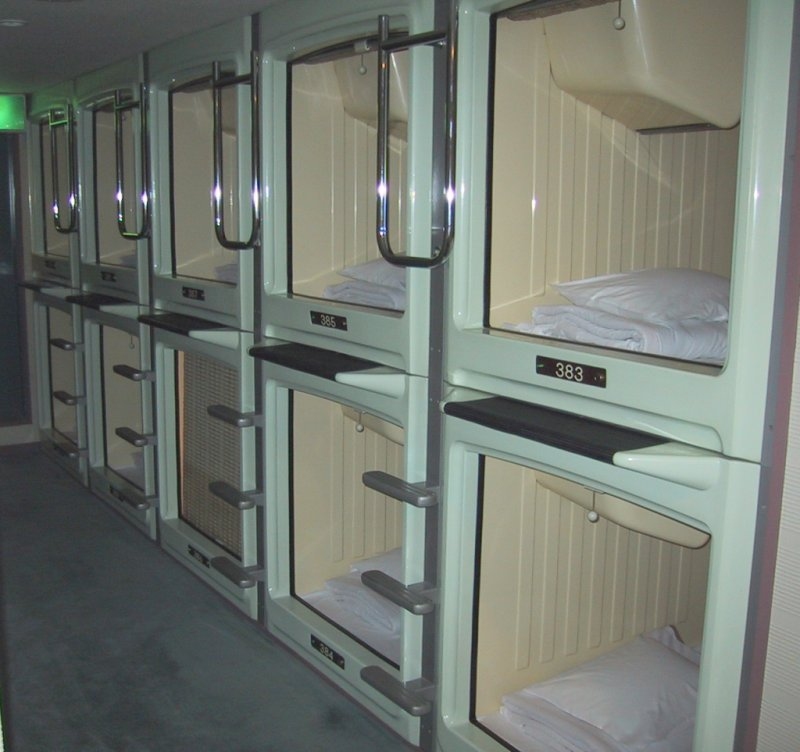
Hotel cápsula en Osaka

- Algunos hoteles como el Hotel de Sal (Potosí, Bolivia), Costa Rica Tree House (Refugio nacional de vida silvestre mixto Jairo Mora Sandoval Gandoca-Manzanillo, Costa Rica), o el Treetops Hotel (parque nacional Aberdares, Kenia) están construidos en los árboles, aprovechándolos como principales elementos estructurales. Tal es el caso también de un complejo construido en Alemania Archivado el 10 de marzo de 2007 en Wayback Machine.. El hotel Ariau Towers (Manaos, Brasil) posee algunas suites construidas en las copas de los árboles. También se pueden encontrar en China o Estados Unidos.
- El Desert Cave Hotel (Coober Pedy, Australia Meridional) y las Cuevas Pedro Antonio de Alarcón de España (llamadas así por el autor español), así como también varios hoteles de Capadocia (Turquía), destacan por estar construidos en formaciones cavernosas naturales, algunos de ellos con cuartos subterráneos.
- Los hoteles de hielo, como el histórico hotel existente en Jukkasjärvi (Suecia), se derriten cada primavera y se reconstruyen cada invierno.
- Los hoteles flotantes, como el Hotel barco Amstel Botel (Ámsterdam, Países Bajos), son naves ancladas junto a la costa cuyos camarotes se han transformado en habitaciones de hotel.
- Los hoteles cápsula, propios de Japón, ofrecen habitaciones diminutas organizadas en forma de panal de abeja en las que apenas hay espacio para dormir y ver la televisión. Los huéspedes comparten los baños y otros espacios de esparcimiento. La ciudad donde son más comunes es Tokio.
- Los hoteles de sal (Uyuni, Bolivia) construidos enteramente con bloques de sal a modo de ladrillos, situados en medio del mar de sal (salar) más grande del mundo a 4.000 m s. n. m.

## Hoteles con marcas mundiales
- El hotel más alto del mundo es el Rose Rotana, en la ciudad de Dubái (Emiratos Árabes Unidos), con 333 m.
- El hotel más grande es el resort First World Hotel (Malasia), con 6.118 habitaciones.[7]
- El hotel más grande, sin ser un complejo de edificios dispersos, es el hotel MGM Grand Las Vegas (Las Vegas, Estados Unidos), con 5.005 habitaciones.
- Según el Libro Guinness de los Récords, el hotel más antiguo que todavía se encuentra en funcionamiento es el Hoshi Ryokan (Awazu, Japón), inaugurado en el año 717.